# Lingua nenec
La lingua nenec o nenets, chiamata anche juràco, (nome nativo: ненэцяʼ вада, nenėcjaʾ vada; in russo не́нецкий язык?, néneckij jazyk) è una lingua samoieda parlata in Russia.

## Distribuzione geografica
Secondo l'edizione 2009 di Ethnologue, la lingua nenec è parlata da 31.300 persone. L'area di diffusione comprende la Siberia nord-occidentale, la tundra tra la foce della Dvina Settentrionale e il delta dello Enisej, la penisola di Kola, il Circondario autonomo dei Nenec, il Circondario autonomo Jamalo-Nenec e il Circondario del Tajmyr.

### Dialetti e lingue derivate
Si distinguono due dialetti, il nenec della foresta e il nenec della tundra.

## Classificazione
Secondo l'edizione 2009 di Ethnologue, la classificazione della lingua nenets la seguente:
- Lingue uraliche
  - Lingue samoiede
    - Lingua nenec

## Sistema di scrittura
Per la scrittura viene usato l'alfabeto cirillico.